# Koiluoto
Koiluoto (rus. Койлуото) je otok u zaljevu Virolahti Finskog zaljeva. Otokom prolazi granica između Rusije i Finske.
Otok je dug oko 200 metara, a širok 110 metara.
S obje strane, otok je dio granične zone i zabranjen je za širu javnost.